# Dragica Potočnjak
Draga Potočnjak, tudi Dragica Potočnjak, slovenska gledališka in filmska igralka, pisateljica in mentorica, * 29. maj 1958, Prelog  (Hrvaška).

## Življenje
Draga Potočnjak se je rodila leta 1958 v Prelogu na Hrvaškem, leta 1964 se je z družino  preselila v Ljubljano, kjer se je po splošnem šolanju vpisala na študij dramske igre na AGRFT. Leta 1981 je diplomirala in se v istem letu zaposlila kot dramska igralka v Slovenskem mladinskem gledališču.

## Delo
Kot igralka Draga Potočnjak deluje tudi v drugih poklicnih in eksperimentalnih gledališčih po Sloveniji. Do leta 1991, ko se je začela na Balkanu vojna, je delala tudi v gledališčih na Hrvaškem, v Srbiji, Črni gori in Makedoniji. 
V svoji karieri je sodelovala s pomembnimi slovenskimi in tujimi režiserji, med katere sodijo Tomaž Pandur, Rahim Burhan, Dušan Jovanović, Janez Pipan, Matjaž Berger in Dragan Živadinov.Več let je kot mentorica, igralka in dramatičarka ustvarjala z begunci (najbolj odmevno je bilo njeno delovanje v skupini Nepopravljivi optimisti v letih 1992-1996) in skozi umetniško dejavnost opozarjala na grozote vojne. Poleg tega se ukvarja tudi s pedagoškim delom in se pod pisateljskim imenom Dragica Potočnjak posveča pisanju lastnih dramskih tekstov ter pesmi. Napisala je pretresljivo zgodovinsko dokumentarno knjigo Skrito povelje o svojem svaku, pilotu Toniju Mrlaku, ki je bil sestreljen z raketo TO nad Ljubljano.

### Dokumentarna literatura
- Skrito povelje (2013)

### Dramatika
- Metuljev ples (1993)
- Slepe miši (1996)
- Alisa, Alica (1997)
- Kalea (2000)
- Deja vue: drama z epilogom (2001)
- Hrup, ki ga povzročajo živali je neznosen (2002)
- Smer zahod (2002)
- Za vedno nezavedno (2004)
- Za naše mlade dame (2006)
- Vse lepo in prav (2006)
- Prazni čevlji (2006)

### Igre za otroke in mladino
- Prov hudo (2011)
- Lederhozn: (----ampak po slovensko) (2006)

### Radijske igre
- Ciganček (2001)
- Ločitve (1999)
- Za prijatelje- Rado (1999)
- Rajko (1999)
- Rodion Romanovič (1999)
- Rudi (1999)
- Ne danes, ubij me jutri (1996)
- Metuljev ples (1995)
- Sanje in strah (1993)
- Medina ali Ena od tisočih (1993)

## Nagrade
- 1982 - Nagrada občinstva na Goriškem srečanju malih odrov za vlogo Medeje v Medejinih otrocih
- 1983 - Stopova igralka leta 1983 za vlogo v filmu Razseljena oseba
- 1994 - Nagrada Evrope za projekt Pregnanci (Tampere, Finska)
- 1996 - Župančičeva nagrada (nagrada mesta Ljubljane) za predstavo Hiša brez strehe (nagrada za besedilo in režijo)
- 2001 - Zlati lev – posebna nagrada žirije festivala Zlati lev za dramo Alisa, Alica
- 2003 - 1. nagrada na anonimnem natečaju Neznani sosedje (Gradec – kulturna prestolnica Evrope) za dramo Hrup, ki ga povzročajo živali, je neznosen
- 2007 - Nagrada Slavka Gruma, obrazložitev